# Apatochernes gallinaceus
Espèce
Apatochernes gallinaceus est une espèce de pseudoscorpions de la famille des Chernetidae.

## Distribution
Cette espèce est endémique de Nouvelle-Zélande.

## Description
Apatochernes gallinaceus mesure de 2,2 à 2,3 mm.

## Publication originale
- Beier, 1967 : Contributions to the knowledge of the Pseudoscorpionidea from New Zealand. Records of the Dominion Museum Wellington, vol. 5, p. 277-303.